# 卵叶鳞花草
卵叶鳞花草（学名：Lepidagathis inaequalis）是爵床科鳞花草属的植物。分布在日本、台湾岛、菲律宾等地，目前尚未由人工引种栽培。

## 别名
卵叶鳞球花（台湾植物志）